# Liste der Regionen in Rumänien
Unter Region in Rumänien versteht man:
- Die historischen Regionen, siehe Liste der historischen Regionen in Rumänien und der Republik Moldau
- Die Entwicklungsregionen (Planungsregionen), siehe Planungsregionen in Rumänien
- Die Regionen, die 1938 von dem König Karl II. gegründet wurden. Sie bestanden nur bis 1940. Siehe Regionen Rumäniens (1938–1940).
- Die Regionen die von dem kommunistischen Regime gegründet wurden und zugleich Verwaltungsregionen waren. Sie existierten von 1950 bis 1968, wurden aber zweier Verwaltungsreformen ausgesetzt:
  - für die Zeitspanne 1950–1952, siehe Regionen Rumäniens (1950–1952)
  - für die Zeitspanne 1952–1960, siehe Regionen Rumäniens (1952–1960)
  - für die Zeitspanne 1960–1968, siehe Regionen Rumäniens (1960–1968)